# Dilatación térmica

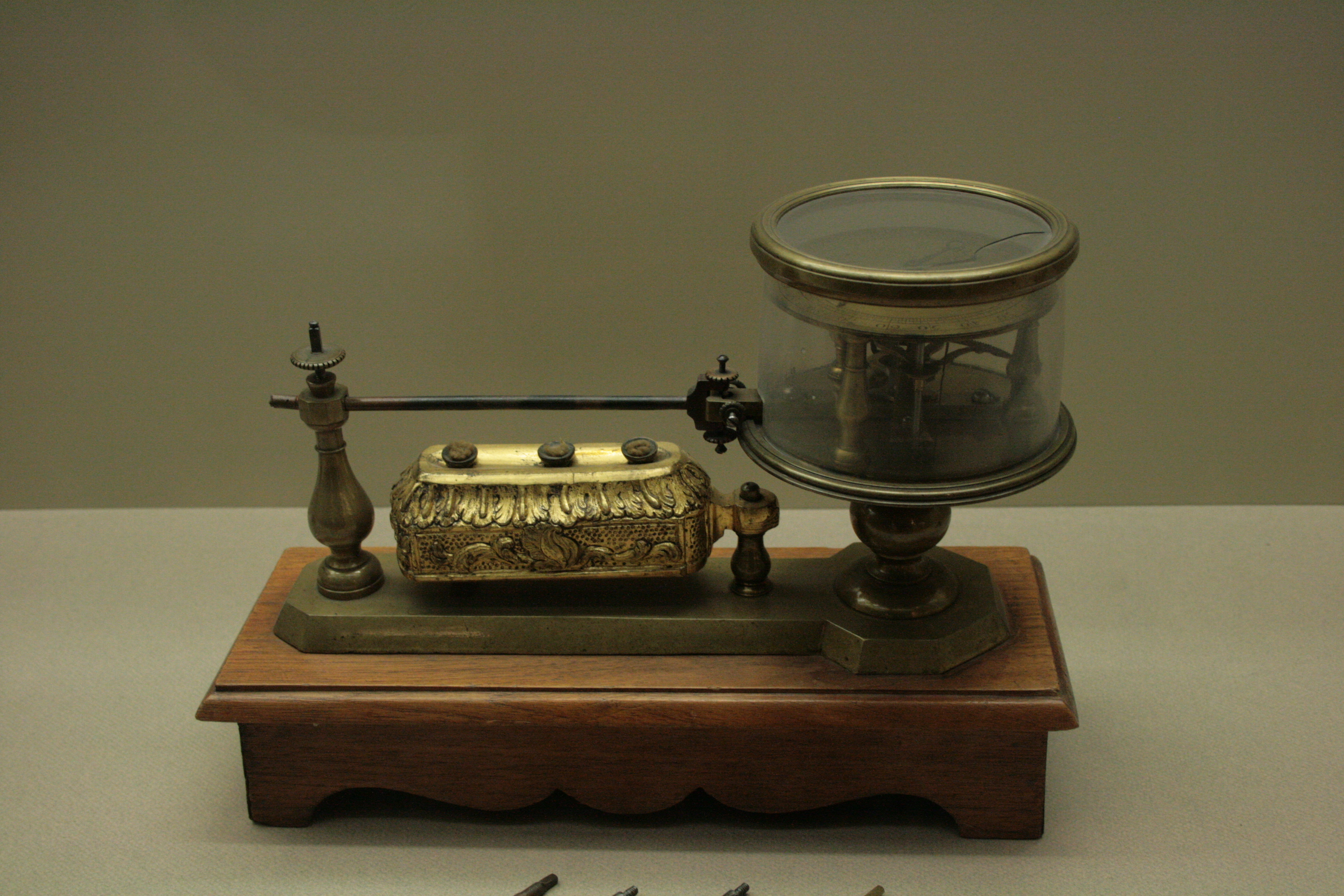
Dilatómetro antiguo.

Se llama dilatación térmica al aumento de longitud, superficie o volumen que sufre un cuerpo físico debido al aumento de temperatura por cualquier medio. Por otro lado, la contracción térmica es la disminución de dimensiones métricas por disminución de la temperatura.

## Dilatación lineal
La dilatación lineal es aquella en la cual predomina la variación en una única dimensión, es decir, en el ancho o en altura del cuerpo. El coeficiente de dilatación para una dimensión lineal cualquiera se puede medir experimentalmente comparando el valor de dicha magnitud antes y después del calentamiento:
{\displaystyle \alpha _{L}={\frac {1}{L}}\left({\frac {dL}{dT}}\right)_{p}=\left({\frac {d\ln L}{dT}}\right)_{p}\approx {\frac {1}{L}}\left({\frac {\Delta \ L}{\Delta \ T}}\right)_{p}}
Donde {\displaystyle \Delta L} es el incremento de la dimensión considerada cuando se aplica un pequeño cambio global y uniforme de temperatura {\displaystyle \Delta T} a todo el cuerpo. La longitud final de la dimensión lineal que se considere resulta aproximadamente:
{\displaystyle L_{f}=L_{0}[1+\alpha _{L}(T_{f}-T_{0})]}
| Símbolo                     | Nombre                           | Unidad |
| --------------------------- | -------------------------------- | ------ |
| {\displaystyle \alpha _{L}} | Coeficiente de dilatación lineal | °C−1   |
| {\displaystyle L_{0}}       | Longitud inicial                 | m      |
| {\displaystyle L_{f}}       | Longitud final                   | m      |
| {\displaystyle T_{0}}       | Temperatura inicial              | °C     |
| {\displaystyle T_{f}}       | Temperatura final                | °C     |

## Dilatación cúbica

Animación: Dilatación y contracción volumétrica de un gas por variación de la temperatura.

La dilatación cúbica hace referencia al cambio de volumen producido por un aumento de temperatura. Para medirla, se emplea el coeficiente de dilatación volumétrico o coeficiente de dilatación cúbica, designado por αV. Experimentalmente se puede medir comparando el volumen total de un cuerpo antes y después de cierto cambio de temperatura, y se encuentra que en primera aproximación viene dado por:

{\displaystyle \alpha _{V}={\frac {d\ln V(T)}{dT}}\approx {\frac {1}{V(T)}}{\frac {\Delta V(T)}{\Delta T}}}

Experimentalmente se encuentra que un sólido isótropo tiene un coeficiente de dilatación volumétrico que es aproximadamente tres veces el coeficiente de dilatación lineal. Esto puede probarse a partir de la teoría de la elasticidad lineal. Por ejemplo, si se considera un pequeño prisma rectangular de dimensiones Lx, Ly y Lz y se somete a un incremento uniforme de temperatura, el cambio de volumen vendrá dado por el cambio de dimensiones lineales en cada dirección:

{\displaystyle {\begin{matrix}\Delta V=V_{f}-V_{0}=&((1+\alpha _{L}\Delta T)L_{x}\cdot (1+\alpha _{L}\Delta T)L_{y}\cdot (1+\alpha _{L}\Delta T)L_{z})-L_{x}L_{y}L_{z}=\\&=(3\alpha _{L}\Delta T+3\alpha _{L}^{2}\Delta T^{2}+\alpha _{L}^{3}\Delta T^{3})(L_{x}L_{y}L_{z})\approx 3\alpha _{L}\Delta TV_{0}\end{matrix}}}

Esta última relación prueba que, para incrementos de temperatura pequeños, {\displaystyle \scriptstyle \alpha _{V}\ \approx \ 3\alpha _{L}}, es decir, el coeficiente de dilatación volumétrico es numéricamente unas 3 veces el coeficiente de dilatación lineal de una barra del mismo material.

## Dilatación de área o superficial
Cuando un área o superficie se dilata, lo hace incrementando sus dimensiones en la misma proporción. Por ejemplo, una lámina metálica aumenta su largo y ancho, lo que significa un incremento de área. La dilatación de área se diferencia de la dilatación lineal porque implica un incremento de área.
El coeficiente de dilatación de área es el incremento de área que experimenta un cuerpo de determinada sustancia, de área igual a la unidad, al elevarse su temperatura un °C. Este coeficiente se representa con la letra griega gamma (γ). El coeficiente de dilatación de área se usa para los sólidos. Si se conoce el coeficiente de dilatación lineal de un sólido, su coeficiente de dilatación de área será dos veces mayor:

{\displaystyle \gamma _{A}\approx 2\alpha }

Al conocer el coeficiente de dilatación de área de un cuerpo sólido se puede calcular el área final que tendrá al variar su temperatura con la siguiente expresión:
| Símbolo                     | Nombre                            | Unidad |
| --------------------------- | --------------------------------- | ------ |
| {\displaystyle \gamma _{A}} | Coeficiente de dilatación de área | °C−1   |
| {\displaystyle A_{0}}       | Área inicial                      | m2     |
| {\displaystyle A_{f}}       | Área final                        | m2     |
| {\displaystyle T_{0}}       | Temperatura inicial               | °C     |
| {\displaystyle T_{f}}       | Temperatura final                 | °C     |

## Causa de la dilatación
En un sólido las moléculas tienen una posición razonablemente fija dentro de él. Cada átomo de la red cristalina vibra sometido a una fuerza asociada a un pozo de potencial y la amplitud del movimiento dentro de dicho pozo dependerá de la energía total del átomo o molécula. Al absorber calor, la energía cinética promedio de las moléculas aumenta y, con ella, también la amplitud media del movimiento vibratorio (ya que la energía total será mayor tras la absorción de calor). El efecto combinado de este incremento es lo que da el aumento de volumen del cuerpo.
En los gases el fenómeno es diferente, ya que la absorción de calor aumenta la energía cinética media de las moléculas lo cual hace que la presión sobre las paredes del recipiente aumente. El volumen final por tanto dependerá en mucha mayor medida del comportamiento de las paredes.